# Gabriel Ruiz de Almodóvar
Gabriel Ruiz de Almodóvar Burgos (Granada, 27 de septiembre de 1865 – ibidem, 25 de diciembre de 1912) fue un abogado y escritor español, notable guitarrista aficionado. Con el apodo de Perico el Moro participó en la Cofradía del Avellano, tertulia artística y literaria encabezada por Ángel Ganivet. Profesionalmente, ejerció desde 1891 en varios destinos como registrador de la propiedad.

## Trayectoria
Nacido en el seno de una familia acomodada, estudió Derecho en la Universidad de Granada, siguiendo los pasos de su padre que fue decano del Colegio de Abogados de Granada. Ejerció la abogacía mientras se preparaba para ser registrador de la propiedad. Se movió por los ambientes culturales de Granada entablando amistad con Ángel Ganivet, Nicolás María López, Salvador Rueda y otros destacados literatos o artistas, los cuales formaron la Cofradía del Avellano, tertulia literaria encabezada por Ganivet y fundada en torno a la fuente del mismo nombre, lugar donde se reunían los cofrades para celebrar tertulias que tuvieron gran influencia cultural en la época. Era conocido con el apodo de Perico el Moro utilizado por Ganivet para nombrar a uno de los personajes de la novela Los trabajos del infatigable creador Pío Cid.
Participó también en otras tertulias y centros culturales de Granada, como la Academia del Carmen de las Tres Estrellas, creada por Antonio Joaquín Afán de Ribera, que estuvo activa más de un cuarto de siglo; La Pajarera de Matías Méndez Vellido; el Liceo Literario y el Centro Artístico.
Ingresó en el cuerpo de Registradores de la propiedad en 1891 con el número seis del escalafón, siendo destinado sucesivamente a Ceuta, Gaucín, Algeciras y Purchena, aunque durante los periodos de vacaciones siguió frecuentado el ambiente cultural de Granada.
Estuvo casado con Juana Berral y Baena, con la que tuvo una hija.
Falleció en Granada el día de Navidad de 1912.

## Obra literaria
Con exquisita pulcritud, corrección y buen gusto, cultivó prosa y verso, escribiendo  numerosos artículos y poemas, muchos de los cuales permanecen inéditos o han visto la luz póstumamente. Publicaciones locales como Idearium, La Alhambra, el Boletín del Centro Artístico y otras, incluyeron artículos suyos de carácter costumbrista granadino.
Es especialmente conocido por su participación en el Libro de Granada, proyecto de Ganivet publicado en 1899 en el que también colaboraron otros amigos de la Cofradía, entre ellos José Ruiz de Almodóvar, hermano de Gabriel, autor de varias ilustraciones. Esta obra incluye prosa poética de Ruiz de Almodovar que ha sido calificada como próxima al modernismo.
Dedicó un estudio a Pedro Antonio de Alarcón, al que consideraba su maestro, y otro a su amigo Salvador Rueda, publicado este último en 1891 con el título Salvador Rueda y sus obras. Anteriormente, ya había escrito un juicio crítico sobre la obra de Salvador Rueda, Cantos de la vendimia que acompañó a la primera edición, efectuada en 1875. También realizó un estudió sobre los cuadros de la Capilla Real de Granada.

## Otras actividades
Además de prestidigitador aficionado, fue un distinguido guitarrista, reconocido y alabado por Francisco Tarrega, con quien mantuvo amistad. Influyó decisivamente en Andrés Segovia despertando su interés por la guitarra.

## Distinciones
El Ayuntamiento de Granada ha dedicado una calle a su memoria con el nombre «Periodista Gabriel Ruiz de Almodóvar».
El 14 de julio de 2012 se le rindió un homenaje en el Archivo Museo Ruiz de Almodóvar de Órgiva con motivo del centenario de su muerte.